# Álvaro de Luna (acteur)
Pour les articles homonymes, voir Álvaro de Luna (homonymie).
Álvaro de Luna connu aussi sous le nom d'Álvaro de Luna Blanco, est un acteur espagnol né le 10 avril 1935 à Madrid (Espagne) et mort le 2 novembre 2018 dans la même ville.

## Biographie
Álvaro de Luna, après avoir suivi des études de médecine, épouse Carmen Barajas et commence sa carrière d'acteur en se faisant connaitre en 1963 avec le film espagnol La Máscara de Scaramouche - Scaramouche (France), film d'Antonio Isasi-Isasmendi.
Acteur de cinéma et de feuilletons de télévision, il participe à plus de 100 films espagnols, italiens, allemands, anglais, etc.
En 2020, il reçoit la Médaille d'or du mérite des beaux-arts à titre posthume, décernée par le Ministère de la Culture espagnol.

## Filmographie partielle

### Cinéma
- 1962 : Certains l'aiment noire (Vampiresas 1930) de Jesús Franco
- 1963 : Scaramouche (The Adventures of Scaramouche) d'Antonio Isasi-Isasmendi
- 1963 : Las Estrellas
- 1963 :  Le Bourreau de Luis García Berlanga
- 1963 : Los Conquistadores del Pacífico : Balboa
- 1964 : Sept du Texas
- 1964 : Le Justicier du Minnesota (Minnesota Clay) de Sergio Corbucci
- 1964 : La Tulipe noire
- 1964 : La Fureur des gladiateurs : Pannunzio
- 1965 : Whisky y vodka
- 1965 : Train d'enfer de Gilles Grangier
- 1966 : Navajo Joe de Sergio Corbucci : Sancho Ramirez
- 1967 : Les Cruels (I crudeli) de Sergio Corbucci : Bixby
- 1971 : La orilla de Luis Lucia Mingarro : commandant républicain
- 1972 : Far West Story de Sergio Corbucci

### Séries télévisées
- 1963 : Rosi y los demás (épisodes)
- 1964 : La Noche al hablar (épisodes)
- 1976 Curro Jiménez